# 彼得鲁·格罗查
彼得鲁·格罗查（羅馬尼亞語：Petru Groza；1884年12月7日—1958年1月7日），罗马尼亚律师、政治家，农民阵线领袖，曾任罗马尼亚王国首相（1945年-1947年）、罗马尼亚人民共和国部长会议主席（1948年-1952年）和大国民议会主席团主席（1952年-1958年）。

## 生平
1884年12月6日出生。曾在布达佩斯、柏林、莱比锡等大学接受教育。青年时代参加了罗马尼亚青年联盟，从事反抗奥匈帝国压迫的社会运动。1918年格罗查被选为特兰西瓦尼亚立宪会议代表。1920年至1927年，他以人民党候选人的资格5次被选为罗马尼亚议会议员，并多次在政府中担任部长。1927年，他离开人民党，于1933年领导了“农民阵线”。在第二次世界大战期间，格罗查所领导的“农民阵线”接受了罗马尼亚共产党的领导，共同反抗羅馬尼亞王國的軍事獨裁。1943年被捕，1944年初出狱。
1944年8月，罗马尼亚获得解放后，格罗查积极参加民族民主阵线活动。从1944年11月至1945年2月，担任副首相。1945年3月，参加推翻勒代斯库政府的斗争，并在之后成立民主联合政府，担任首相。1947年12月30日，罗马尼亚人民共和国成立，格罗查在新政府中担任部长会议主席。1952年6月，被选为罗马尼亚人民共和国大国民议会主席团主席，1957年3月再度当选。
1958年1月7日上午5时在布加勒斯特逝世。